# خون‌ریزی گوارشی
خون‌ریزی از دستگاه گوارش (خونریزی GI)، (به انگلیسی: Gastrointestinal bleeding) که هموراژی دستگاه گوارش (GIB) نیز نامیده می‌شود، عبارت‌است از هرگونه خون‌ریزی در دستگاه گوارش، از دهان تا راست‌روده. در مواقعی که طی مدتی کوتاه مقدار قابل توجهی از خون از دست رفته باشد، علائم ممکن است شامل استفراغ خون قرمز یا استفراغ خون سیاه، هماتوشزی و ملنا باشد. مقادیر اندک خون‌ریزی به مدت طولانی ممکن است باعث کم خونی فقر آهن و در نتیجه احساس خستگی یا باعث آنژین صدری شود. علائم دیگر ممکن است شامل درد شکم، تنگی نفس، رنگ پریدگی پوست یا غش کردن باشد. گاهی در کسانی که خون‌ریزی گوارشی کمی دارند، هیچ علامت بالینی وجود ندارد.
خونریزی‌های دستگاه گوارش به‌طور معمول به دو نوع اصلی تقسیم می‌شوند: خونریزی دستگاه گوارش فوقانی و خونریزی دستگاه گوارشی تحتانی. علل خونریزی دستگاه گوارش فوقانی عبارت‌اند از: بیماری زخم معده، واریس مری در پی ابتلا به سیروز کبدی و سرطان. دلایل خون‌ریزی گوارشی تحتانی یا پایینی عبارت‌اند از: بواسیر، سرطان و بیماری التهابی روده. تشخیص به‌طور معمول با شرح‌حال پزشکی و معاینه بالینی همراه با آزمایش خون انجام می‌شود. مقادیر کم خون‌ریزی ممکن است با آزمایش خون پنهان در مدفوع شناسایی شود. با آندوسکوپی دستگاه گوارش نیز می‌توان محل زخم یا محل دقیق خون‌ریزی را تشخیص داد. تصویربرداری پزشکی نیز ممکن است در مواردی که محل خون‌ریزی به‌طور دقیق مشخص نیست مفید واقع شود.